# Sobretreinamento

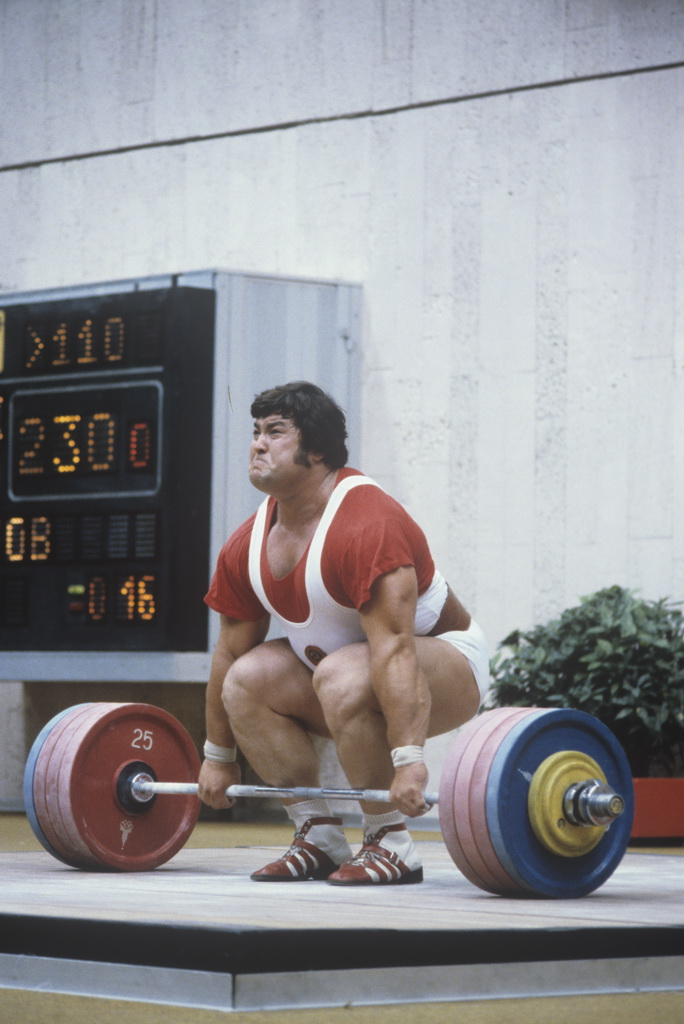
O treinamento bem orientado é importante para evitar o sobretreinamento.

Sobretreinamento (em inglês: overtraining), também conhecido como Síndrome do Sobretreinamento, é caracterizado pela perda da performance decorrente de um treinamento excessivo e prolongado, seja por volume ou intensidade muito elevados e/ou recuperação inadequada.
O diagnóstico do sobretreinamento é muito difícil, uma vez que os sintomas são parecidos com os do treinamento normal. Um dos sinais mais importantes é a incapacidade de manter a intensidade do treinamento pelo aumento da fadiga em resposta ao estresse excessivo.

## Sintomas
Os sintomas podem ser de ordem físico e motor, psicológico e funcional. Entre eles podemos destacar: diminuição da velocidade, força e resistência, diminuição da recuperação, falta de confiança, falta de persistência, diminuição do tempo de reação, medo das competições, insônia, falta de apetite, recuperação da frequência cardíaca mais longa que o normal, entre outras.

## Bibligrafia
- WEINECK, Jurgen. Treinamento Ideal. São Paulo: Manole, 2003.
- BOMPA, Tudor O. Periodização: Teoria e Metodologia do Treinamento. Phorte Editora. São Paulo, 2002.